# Leucania jordana
Leucania jordana là một loài bướm đêm trong họ Noctuidae.